# Diamond Ridge
Diamond Ridge est une census-designated place du borough de la péninsule de Kenai en Alaska aux États-Unis. Sa population était de 1 156 habitants en 2010.
Elle est située sur la Péninsule Kenai à 2,4 km d'Homer sur la Sterling Highway, au sur d'Anchor Point
Les températures moyennes vont de −16 °C à −6 °C en janvier et de 8 °C à 18 °C en juillet.
Durant l'été de 1778 James Cook cherchait un passage au nord-ouest du golfe de Cook, à proximité d'Homer. Les premiers habitants arrivèrent en 1800, et Diamond Ridge fut mentionné pour la première fois en 1950. Son nom provient de l'arête montagneuse voisine qui fait 1 100 pieds (335 m) de haut et 8 km de long.
La majorité des habitants travaillent à Homer.

## Articles connexes

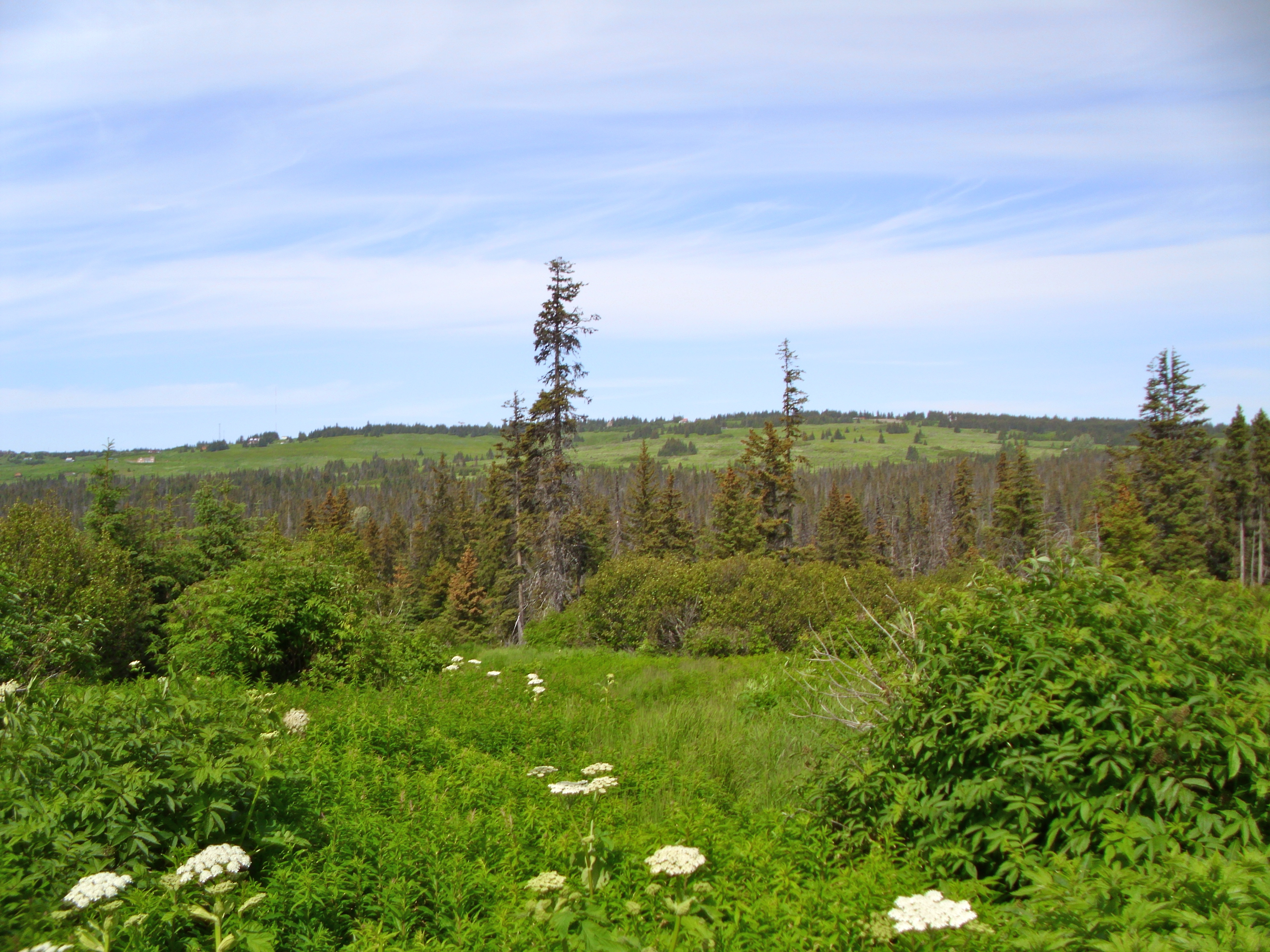
Diamond Ridge vue d'Homer